# Эраб Контракторс (футбольный клуб)
«Эраб Контракторс» (англ. Arab Contractors SC), известный также как «Аль-Мукавилюн аль-Араб» (араб. المقاولون العرب‎) или просто «Мокавлун» — египетский футбольный клуб из Каира, часть одноимённого спортивного клуба. Выступает в Египетском втором дивизионе.Основан в 1973 году. Домашние матчи проводит на стадионе «Эраб Контракторс», вмещающем 45 000 зрителей. Название клуба переводится как «Арабские подрядчики».

## История
Первый значимый успех пришёл к клубу в 1982 году, когда был выигран первый для египетских клубов Кубок обладателей Кубков — в финале по итогам двухраундовой дуэли со счётом 4:0 был переигран замбийский «Пауэр Дайнамоз». Следующий сезон (1982/83) стал для «Мокавлуна» лучшим за всю историю — команда второй раз подряд победила в Кубке Кубков КАФ, а также выиграла свой единственный титул Чемпиона Египта, обойдя на финише двух каирских грандов — «Замалек» и «Аль-Ахли». В чемпионском составе играли такие футболисты, как Жозеф-Антуан Белл и Абдул Разак. В 1990 и 1995 годах «Мокавлун» становился победителем Кубка Египта, а в 1996 году в третий раз одержал победу в Кубке Кубков КАФ. По количеству выигранных Кубков Кубков КАФ «Мокавлун» уступает лишь своему конкуренту по чемпионату — каирскому «Аль-Ахли», которому трофей покорялся четырежды. В 2004 году «Мокавлун» сделал своеобразный «кубковый» дуплет, победив как в Кубке, так и в Суперкубке Египта.
Клуб воспитал двух будущих звезд мирового уровня – Мохаммеда Салаха и Мохаммеда эль-Ненни, дебютировавших за «Мокавлун» в 2010 году.

## Достижения

### Местные
- Чемпион Египта (1): 1982/83

- Обладатель Кубка Египта — 3 (1990, 1995, 2004)

- Обладатель Суперкубка Египта — 1 (2004)

### Международные
- Кубок обладателей Кубков КАФ (3)
  - Победитель: 1982, 1983, 1996

- Суперкубок КАФ (0)
  - Финалист: 1997

## Форма

### Домашняя
| 2018/19 | 2019/20 | 2020/21 | 2021/22 |

### Гостевая
| 2018/19 | 2019/20 | 2020/21 | 2021/22 |

### Резервная
| 2018/19 | 2020/21 |